# Tapiola (Sinfonische Dichtung)
Tapiola (op. 112) ist eine sinfonische Dichtung für Orchester von Jean Sibelius. Sie wurde 1926 komponiert; die Spieldauer beträgt in etwa 18 Minuten. Die Uraufführung fand am 26. Dezember 1926 in New York City statt. Das Werk war eine Auftragskomposition von Walter Damrosch, dem damaligen Dirigenten der New York Symphony Society.

## Thematik
Der Name leitet sich vom finnischen Waldgott Tapio ab, da sich das Stück insgesamt in seiner Thematik mit dem Wald, dessen Wahrnehmung und dessen mythologischer Bedeutung beschäftigt. Wichtig war Sibelius vor allem das Aufgehen der eigenen Persönlichkeit in der Wahrnehmung der wäldlichen Unendlichkeit. So verfasste er für das Werk eine Strophe in deutscher, englischer und französischer Sprache:
Da dehnen sich des Nordlands düstre Wälder
Uralt-geheimnisvoll in wilden Träumen;
In ihnen wohnt der Wälder großer Gott,
Waldgeister weben heimlich in dem Dunkel.

## Musik
Die Streicher werden im Stück vielfach geteilt. Herzstück der sinfonischen Dichtung ist eine Unisono-Phrase bei den Streichern zu Beginn des Stückes, deren wenige Töne sich alle im Rahmen einer Quarte bewegen und die sich nur in Sekundgängen entfaltet. Diese Phrase wird anschließend entwickelt und in zahlreichen Instrumentenkombinationen wiederholt. Im Folgenden werden daraus neue Themen abgeleitet und das Anfangsmotiv immer weiter variiert. 
Zum Höhepunkt des Geflechts aus strömenden und einfallsreichen Motiven gelangt das Werk über eine 40 Takte währende aufsteigende Crescendo-Passage der Streicher, worauf das gesamte Orchester einsetzt. Nach sprudelnden Passagen der Holzbläser und Streicher folgt der Schlussteil, der wiederum auf der Grundphrase basiert und auf einem H-Dur-Akkord der Streicher endet.